# Ciałko blaszkowate

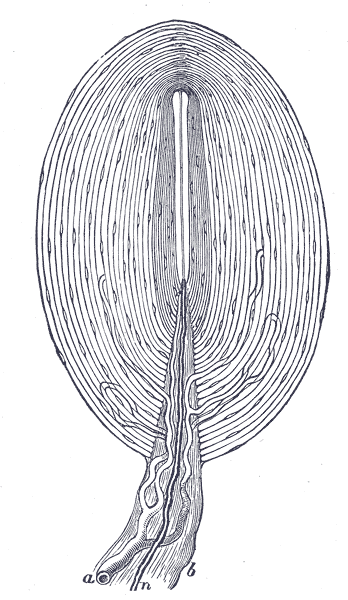
Rycina przedstawiająca przekrój ciałka blaszkowatego.

Ciałko blaszkowate, ciałko Vatera-Paciniego – rodzaj szybko adaptujących się, najbardziej skomplikowanych mechanoreceptorów, wrażliwych na nacisk i wibracje. Ciałka przypominają małe, białe cebulki; różnią się wielkością, ale są wystarczająco duże, by móc dostrzec je „gołym okiem” (średnica ok. 3 mm). Zbudowane są z koncentrycznie ułożonych warstw fibroblastów, wypełnione są płynem, a w ich rdzeniach znajduje się pojedynczy, niemielinowany akson i jego komórki Schwanna.
U człowieka znajdują się w skórze właściwej (szczególnie palców, dłoni i stóp), w pobliżu stawów, w narządach płciowych (w prąciu, łechtaczce, przy cewce moczowej), spojówce, krezce i piersiach. U innych zwierząt mogą występować w innych miejscach np. w trzustce u kotów lub w błonie śluzowej języka u ptaków.

Dodatkowe obrazy
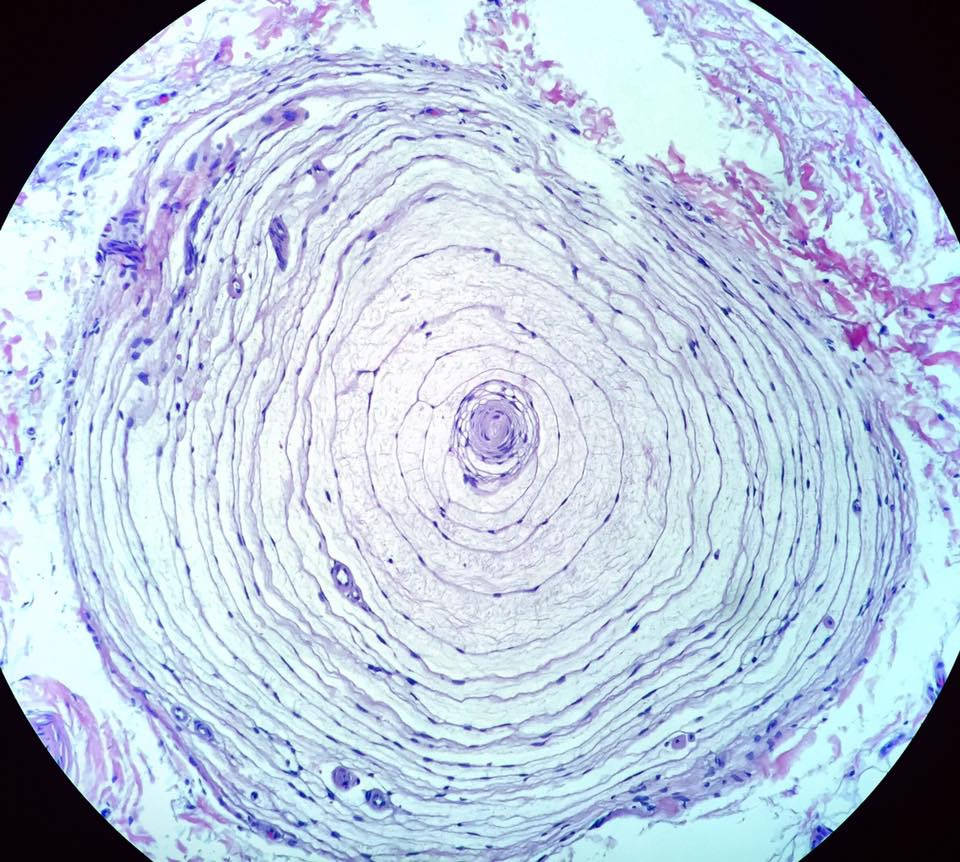
Mikrofotografia ciałka Paciniego.
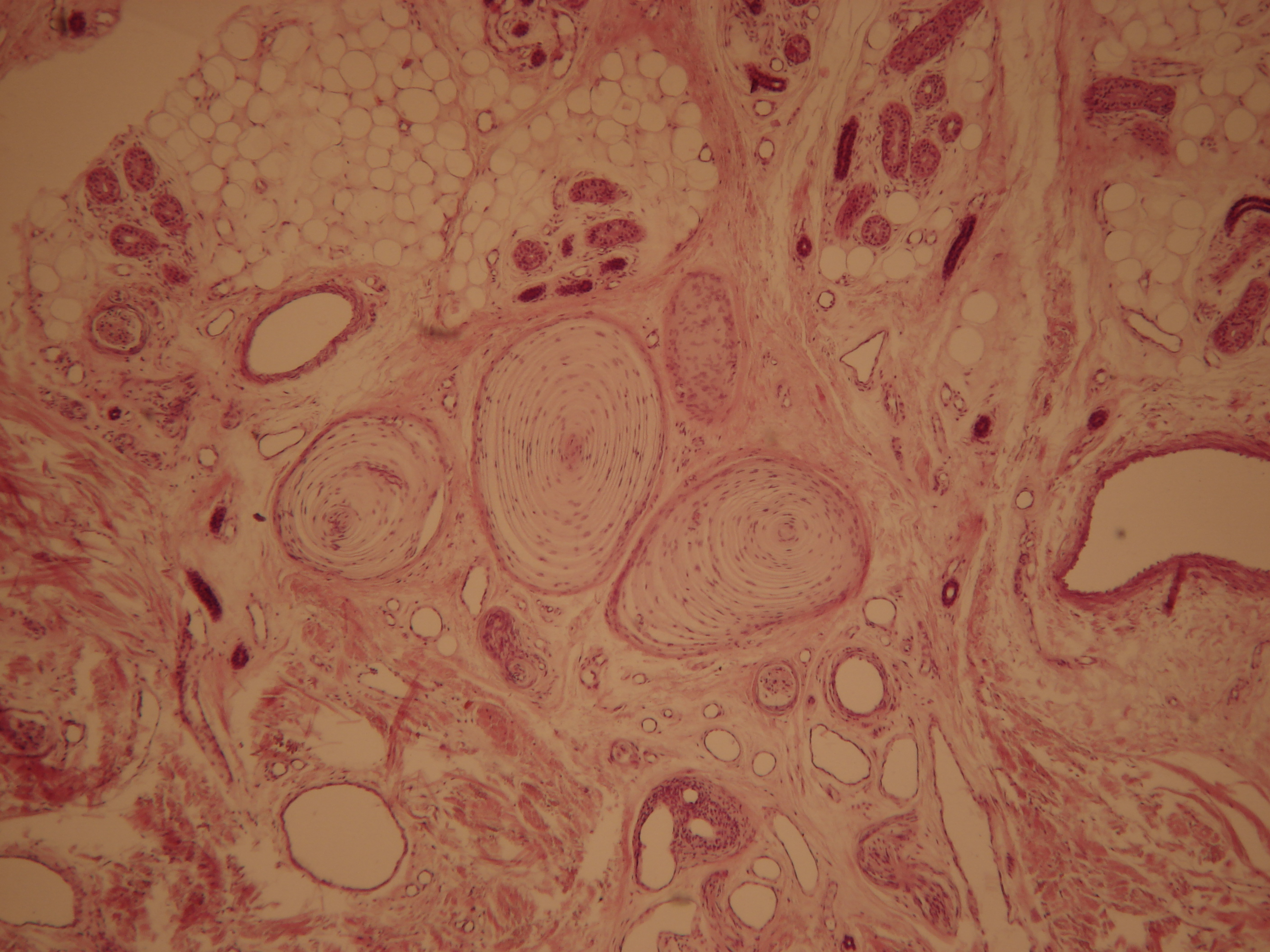
Mikrofotografia świetlna przedstawiająca trzy ciałka blaszkowate (w centrum).
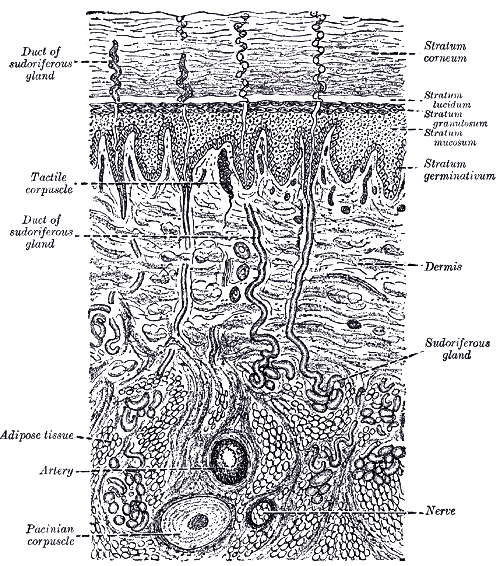
Schematyczny przekrój skóry z zaznaczonym ciałkiem blaszkowatym (pacinian corpuscle) u dołu.
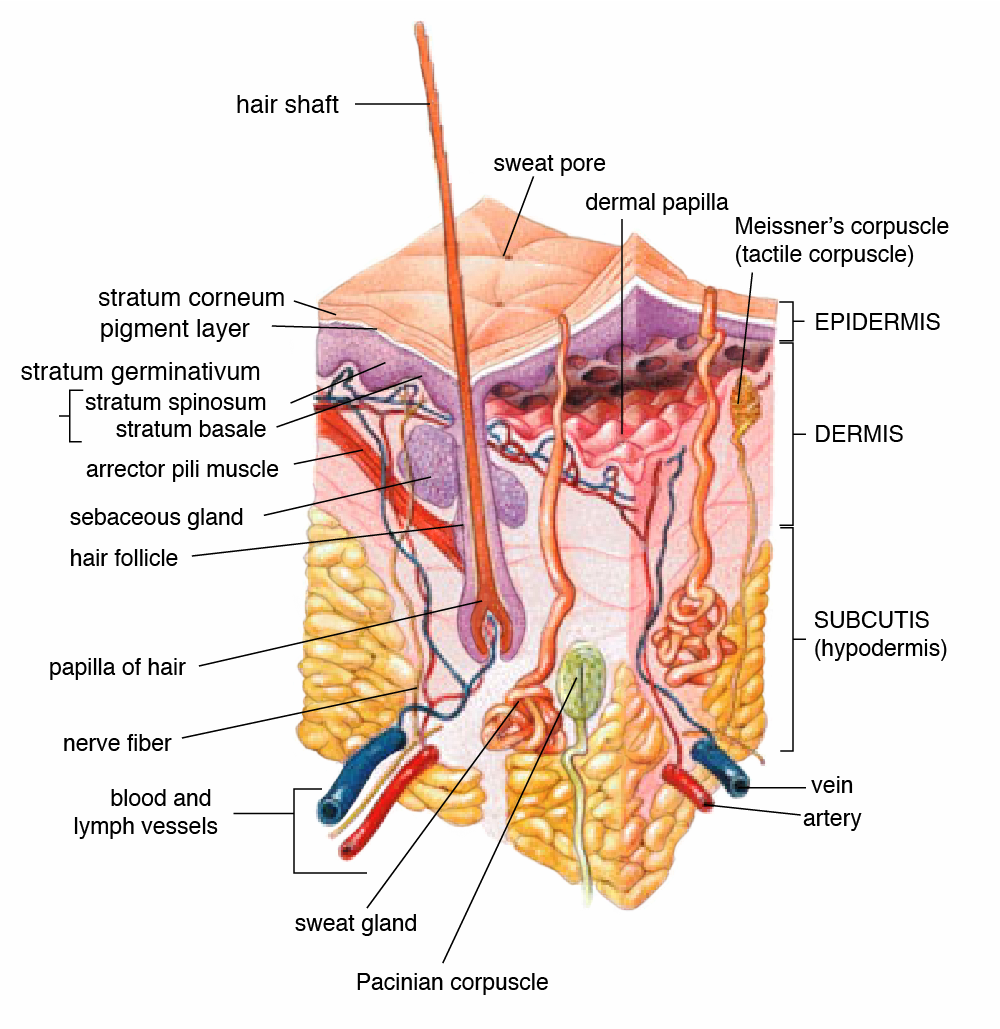
Przekrój wszystkich warstw skóry z zaznaczonym ciałkiem blaszkowatym (pacinian corpuscle) u dołu.